# Caño Mánamo
El Caño Manamo es un curso de agua que forma parte del delta del Orinoco, siendo el brazo más septentrional y límite del mismo. Desemboca sobre el golfo de Paria, siendo además receptor de otros importantes ríos del oriente venezolano, entre los que se destacan el Tigre y Urecoa. La ciudad de Tucupita, capital del estado Delta Amacuro, se ubica sobre la isla homónima, en su margen derecha.
El caño fue intervenido por la Corporación Venezolana de Guayana, cerrando el curso natural con la construcción, durante 1966, de un sistema de dique-carretera de 500 m de extensión,  lo cual permitiría la defensa de las localidades aledañas y el aprovechamiento de extensas tierras inundables para la agricultura, sin embargo, los resultados pocos favorables fueron finalmente denunciados como desastre ambiental al generar un proceso de salinización de las agua y acidificación de los suelos.